# Great Yarmouth (Engeland)
Great Yarmouth, plaatselijk bekend als Yarmouth, is een Engelse kustplaats aan de Noordzee. De plaats ligt op een kleine landtong tussen de Noordzee en de monding van de rivier Yare. Het is de meest oostelijk gelegen plaats van het graafschap Norfolk. 
Great Yarmouth is de hoofdplaats van het gelijknamige district Great Yarmouth. Het heeft 47.288 inwoners op een oppervlakte van 26,54 km². Great Yarmouth is een van de laagst scorende gebieden van het Verenigd Koninkrijk op het gebied van welvaart, onderwijs en veiligheid.
Great Yarmouth is sinds 1760 een badplaats met een strand en twee promenades. De plaats verbindt de Noordzee met The Broads, het achterliggende gebied van riviertjes en kanalen, nu een nationaal park.

## Geschiedenis
De plaats ontwikkelde zich uit een nederzetting bij het Romeinse fort Gariannonum, dat aan de monding van de Yare lag. In de middeleeuwen werd het een Hanzestad. De visserij was de belangrijkste industrie; de plaats stond vooral bekend om de haring. Great Yarmouth was ook een belangrijke marinebasis, thuishaven van de Engelse Noordzeevloot.
In 1845 stortte een hangbrug in waarbij 79 mensen omkwamen. In 1915, tijdens de Eerste Wereldoorlog, werd de plaats gebombardeerd door een Duitse zeppelin, de eerste luchtaanval van de oorlog op Brits grondgebied. Ook tijdens de Tweede Wereldoorlog werd de plaats zwaar gebombardeerd.
Het Tolhouse in  Great Yarmouth dateert uit de 13e eeuw en is een van de oudste gevangenissen in Engeland. Het doet nu dienst als museum. Great Yarmouth heeft ook een museum gewijd aan de zeeheld Horatio Nelson en een monument aan Nelson uit 1819 – 24 jaar voor de bouw van Nelson's Column in Londen.

## Bekende inwoners
Charles Dickens schreef David Copperfield in Great Yarmouth en gebruikte de plaats als een belangrijke locatie in zijn boek. Anna Sewell, de schrijfster van Black Beauty, werd in 1820 in Great Yarmouth geboren.

Andere bekende inwoners zijn: 
- James Paget (1814-1899), arts
- Mark Shreeve (1957-2022), muziekproducent en toetsenist
- Matthew Macfadyen (1974), acteur

## Vervoer
Great Yarmouth ligt aan de wegen A47, A143 en A12, en er is ook een treinverbinding met Norwich. De heliport van Great Yarmouth, North Denes Airport, wordt voornamelijk gebruikt om boorplatforms te bevoorraden.
In het verleden zijn er plannen geweest voor een regelmatige veerdienst tussen Great Yarmouth en IJmuiden. Door de gunstige ligging wordt de haven verder uitgebreid; PSA International bouwt er een short sea-terminal.
|  |

## Partners
- Rambouillet (Frankrijk)

Andere hanzen: Vlaamse Hanze van Londen · Hanze der XVII steden